# Amvròssiïvka
Amvròssiïvka (en ucraïnès Амвросіївка i en rus Амвросиевка, Amvròssievka) és una ciutat d'Ucraïna, centre administratiu del raion d'Amvròssiïvka de l'óblast de Donetsk a Ucraïna, situat actualment a la zona separatista de l'anomenada República Popular de Donetsk.
Fundada en 1869. Des de 1896 es va desenvolupar a la ciutat la indústria del ciment i materials de construcció. Posteriorment es van establir indústries d'aliments i cuirs i després de 1930 fàbriques de tractors. En 1938 va rebre la categoria de ciutat. Les tropes nazis van ocupar Amvròssiïvka entre el 21 d'octubre de 1941 i el 23 d'agost de 1943. Actualment la ciutat s'especialitza en la producció de materials de construcció, amb una gran fàbrica de ciment i productes de formigó, explicant també amb foses d'acer i fàbriques de productes alimentosos.
Segons el cens de 2001, la llengua materna és el rus pel 71,3% de la població i l'ucraïnès pel 27,9%.